# 36036 Бонуччі
36036 Бонуччі (36036 Bonucci) — астероїд головного поясу.
Тіссеранів параметр щодо Юпітера — 3,267.